# Lorenz Bauer
Lorenz Georg Bauer (* 16. Oktober 1880 in Unterpleichfeld bei Würzburg; † 1. November 1969 ebenda) war ein deutscher katholischer Theologe und Hochschullehrer.

## Leben

### Familie und Ausbildung
Lorenz Bauer, der Sohn des Landwirts Johann Baptist Bauer sowie dessen Ehefrau Dorothea Theresia geborene Sauer, besuchte die Königliche Bayerische Lateinschule zu Miltenberg, anschließend das humanistische Wirsberg-Gymnasium in Würzburg, bevor er sich in den Jahren 1903 bis 1907 dem Studium der Theologie sowie Philosophie an der Julius-Maximilians-Universität Würzburg zuwandt, wo er Mitglied der katholischen Studentenverbindung W.K.St.V. Unitas Hetania wurde. 1913 erfolgte seine Promotion zum Dr. theol.
Lorenz Bauer verstarb 1969 89-jährig in seiner Heimatgemeinde Unterpleichfeld.

### Berufliche Laufbahn
Der am 28. Juli 1907 zum Priester geweihte Lorenz Bauer war in direkter Folge als Seelsorger, seit 1911 als Assistent und Dozent am Bischöflichen Klerikalseminar in Würzburg, zusätzlich seit 1914 als Feldgeistlicher eingesetzt. Nachdem Lorenz Bauer 1919 in Würzburg zum Domvikar berufen worden war, erhielt er 1921 einen Ruf für die außerordentliche Professur der Dogmatik sowie Apologetik an der Philosophisch-Theologischen Hochschule in Dillingen an der Donau. 1930 zum ordentlichen Professor befördert, wurde er 1943 in den Ruhestand versetzt, 1945 wiedereingesetzt, 1948 emeritiert. Er gehört zu den Unterzeichnern des Bekenntnisses der deutschen Professoren zu Adolf Hitler.
Der zum Päpstlichen Hausprälaten Ernannte widmete sich in seinen Veröffentlichungen insbesondere der Liturgik.

## Schriften
- Die neuere protestantische Kenosislehre, Druck von F. Schöningh, Paderborn, 1917
- Die kirchlichen Vorschriften über die Ausstattung des Altars und Tabernakels, in: Die christliche Kunst 18, Kunstverlag, München, 1921/22, S. 80–88.
- Lehrbuch der Apologetik oder Fundamentaltheologie, 2 Bände, Verlagsanstalt vorm. G. J. Manz, Regensburg, 1924
- Der Altar und seine Ausstattung nach Auffassung und Anordnung der Kirche, Schwann, Güsseldorf, 1928
- Das heilige Messopfer im Lichte der Grundsätze des hl. Thomas über das Opfer, Freiburg i.d. Schw., 1950